# 230 PLM 3401 à 3735

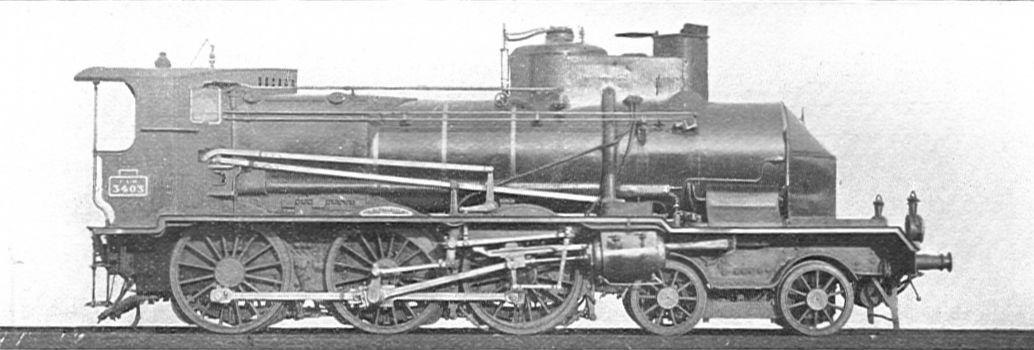
Locomotive 3403 construite par Fives-Lille

Les 230 PLM 3401 à 3735 sont des locomotives de vitesse de la compagnie PLM de type  Ten wheel construites à partir de 1901, pour les trains de voyageurs.
Ces machines possédaient un carénage « coupe-vent » sur la boite à fumée, un autre entre la cheminée et le dôme, et un abri de type « coupe-vent ».
Elles sont numérotées à partir de 1924, 230 A 1 à 327
Plusieurs machines sont prélevées dans cette série pour former en Algérie, sur le réseau PLM algérien, la série 230 A 1 à 18 après renumérotation.

## La construction
La construction est assurée par divers constructeurs français, deux constructeurs allemands, Henschel (10 machines) et Borsig (40 machines), un constructeur belge, Cockerill et un constructeur autrichien, Wiener Lokomotivfabrik à Floridsdorf (30 machines).
Les machines 3401 à 3650 sont construites en 1901.
Les machines 3651 à 3735 sont construites en 1906.

## Caractéristiques
- Longueur : 11,38 m
- Poids à vide : 56,5 t
- Poids en charge : 60,7 t
- Timbre : 15 kg
- Surface de grille  : 2,48 m2
- Surface de chauffe : 189,51 m2

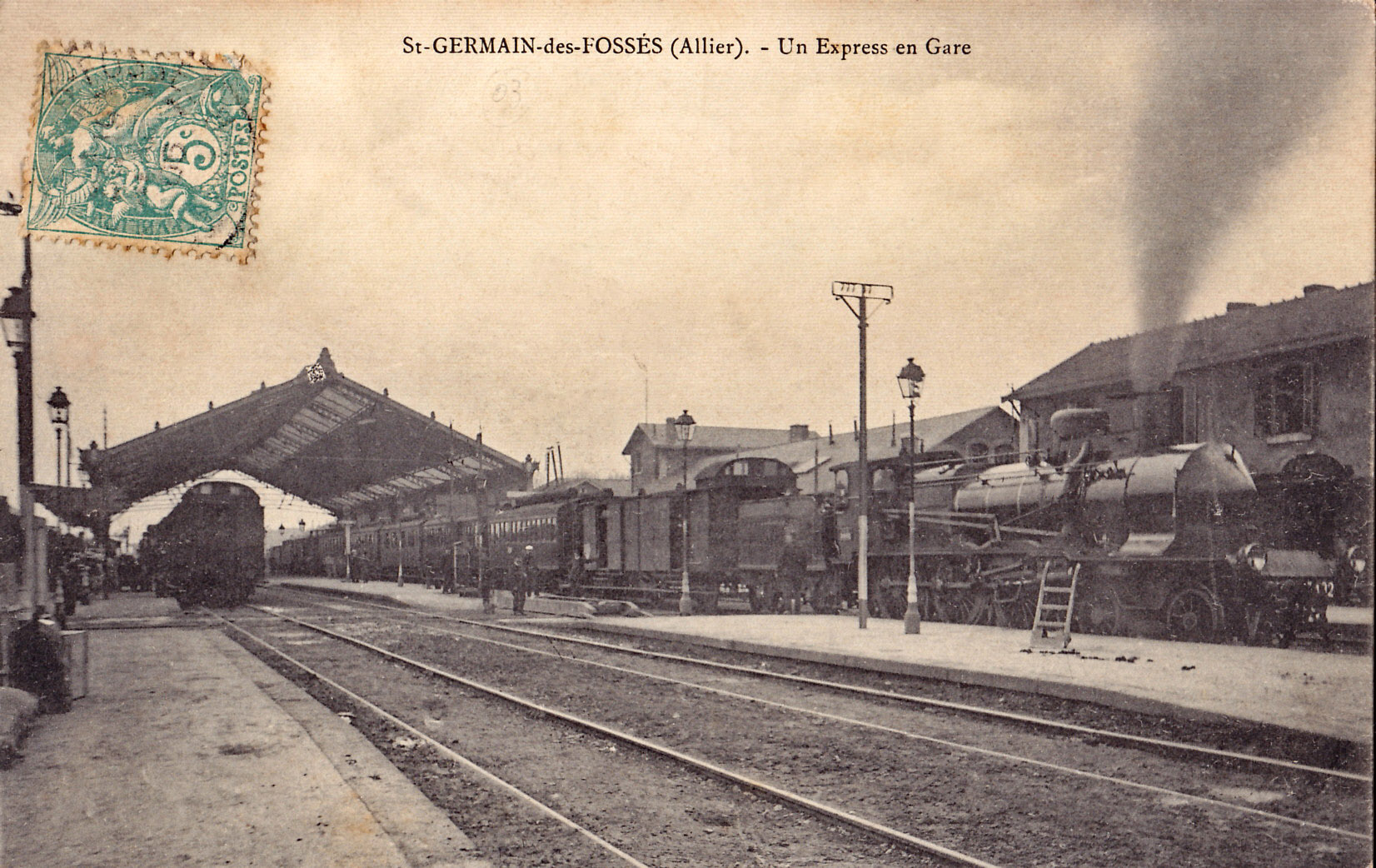
Une locomotive de la série en tête d'un express en Gare de Saint-Germain-des-Fossés.

- Diamètre des roues (motrices) : 1 650 mm
- Diamètre des roues (porteuses) : 1 000 mm
- Dimensions des cylindres HP (haute pression), alésage × course : 340 × 650 mm
- Dimensions des cylindres BP (basse pression), alésage × course : 540 × 650 mm
- Vitesse maxima : 95 km/h
- Frein : Westinghouse type Henri (automatique et modérable)
- Compresseur d'air : Fives-Lille